# Berliner Verkehrsbetriebe

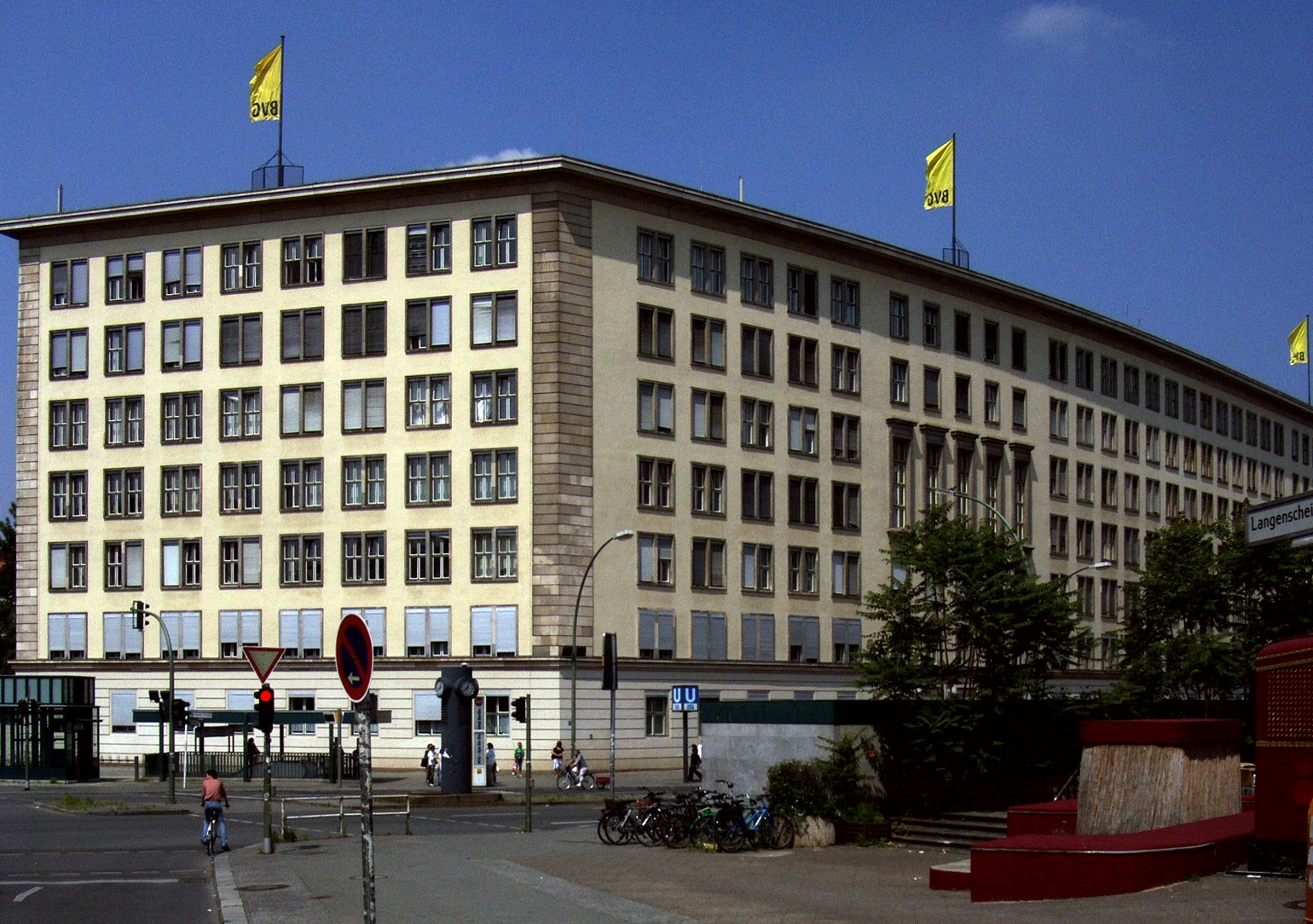
Het voormalige hoofdkantoor van de BVG aan de Potsdamer Straße; in augustus 2008 verhuisde het vervoerbedrijf naar de Holzmarktstraße in Berlin-Mitte.

Berliner Verkehrsbetriebe ((BVG), voorheen Berliner Verkehrs-Aktiengesellschaft) (Berlijnse vervoersbedrijven), is het stadsvervoerbedrijf van Berlijn. Het bedrijf is verantwoordelijk voor de exploitatie van metro, tram en bus in de Duitse hoofdstad, alsmede van een aantal veerdiensten, maar niet van de S-Bahn, die onder de Duitse spoorwegen valt. Het net van de BVG is geïntegreerd in het tariefsysteem van het Verkehrsverbund Berlin-Brandenburg (VBB).
De BVG verzorgt sinds 1929 het Berlijnse openbaar vervoer en is volledig eigendom van de stad. In 2006 vervoerde het bedrijf 914 miljoen personen, die in totaal ruim 4 miljard kilometer op het 183 lijnen tellende stadsnet aflegden. De BVG heeft meer dan 12.500 werknemers in dienst.

## Geschiedenis
Op 10 december 1928 richtte het Berlijnse stadsbestuur de Berliner Verkehrs-Aktiengesellschaft (BVG) op. In het nieuwe bedrijf werd het voorheen versnipperde stadsvervoer samengebracht. De verschillende elkaar beconcurrerende vervoersbedrijven, waaronder de Hochbahngesellschaft en de Berliner Straßenbahn-Betriebs-GmbH, waren in de jaren voor de oprichting van de BVG reeds alle in het bezit van de gemeente gekomen.
De deling van de stad na de Tweede Wereldoorlog zorgde ook voor een splitsing van het vervoersbedrijf. Op 1 augustus 1949 ontstond in Oost-Berlijn de BVG-Ost, die zich vanaf 1969 VEB Kombinat Berliner Verkehrsbetriebe (BVB) ging noemen. In het westen bleef de naam Berliner Verkehrsbetriebe (BVG) in gebruik. Tussen 1984 en 1991 was de BVG-West verantwoordelijk voor de exploitatie van het westelijke deel van het S-Bahnnet, dat eerder door de Oost-Duitse spoorwegen werd bereden. Na de Duitse hereniging fuseerden het oostelijke en westelijke stadsvervoerbedrijf in 1992 tot de huidige BVG.

## Net

### Metro
Het Berlijnse metronet (U-Bahn) telt negen lijnen en 170 stations. Ruim de helft van het aantal reizigerskilometers bij de BVG wordt per metro afgelegd. Voor de exploitatie beschikt de BVG over 1274 treinstellen. De metro is geopend tussen ongeveer vier uur 's ochtends en één uur 's nachts, in het weekend bestaat er een 24-uursbedrijf. Overdag wordt op de meeste lijnen een vijfminutendienst onderhouden.

### Tram
Het tramnet van Berlijn bestaat uit 22 lijnen en strekt zich vooral in het oosten van de stad uit. In West-Berlijn werd de tram vanaf de jaren zestig opgeheven; na de Wende vonden er enkele bescheiden netsuitbreidingen naar het vroegere westelijke deel van de stad plaats. Het bedrijf beschikt over 574 tramstellen.
De tram heeft in principe een twintigminutendienst, maar op de negen belangrijkste lijnen, de zogenaamde MetroTram, wordt een tienminutendienst uitgevoerd. Deze lijnen rijden bovendien 24 uur per dag. Het net van Metrolinien werd ingevoerd in december 2004.

### Bus
De BVG exploiteert 146 stadsbuslijnen, waarvan 17 MetroBus-lijnen (volgens hetzelfde concept als de MetroTram), 13 snelbus- en 46 nachtbuslijnen. Er worden dubbeldeksbussen, gelede bussen en standaard-enkeldeksbussen ingezet. Het totale wagenpark bestaat uit 1335 voertuigen.

### Veren
Berlijn is een waterrijke stad, met onder meer de rivieren de Spree en de Havel en een groot aantal kleinere en grotere meren. De BVG verzorgt een zestal veerdiensten over de verschillende watervlaktes, vooral aan de randen van de stad.